# Campionati europei di ciclismo su pista Juniores e Under-23 2024
I Campionati europei di ciclismo su pista Juniores e Under-23 2025 sono stati disputati ad Cottbus, in Germania, dal 9 al 14 luglio 2025.

## Medagliere
| Pos.   | Paese       | Oro | Argento | Bronzo | Totale |
| ------ | ----------- | --- | ------- | ------ | ------ |
| 1      | Regno Unito | 12  | 8       | 6      | 26     |
| 2      | Germania    | 7   | 12      | 3      | 22     |
| 3      | Italia      | 7   | 7       | 6      | 20     |
| 4      | Belgio      | 4   | 5       | 7      | 16     |
| 5      | Francia     | 4   | 1       | 2      | 7      |
| 6      | Spagna      | 3   | 1       | 2      | 6      |
| 7      | Austria     | 2   | 3       | 0      | 5      |
| 8      | Danimarca   | 2   | 1       | 2      | 5      |
| 9      | Polonia     | 1   | 3       | 5      | 9      |
| 10     | Ucraina     | 1   | 0       | 2      | 3      |
| 11     | Irlanda     | 1   | 0       | 0      | 1      |
| 12     | Paesi Bassi | 0   | 2       | 2      | 4      |
| 13     | Svizzera    | 0   | 1       | 1      | 2      |
| 14     | Rep. Ceca   | 0   | 0       | 4      | 4      |
| 15     | Lituania    | 0   | 0       | 1      | 1      |
| 15     | Norvegia    | 0   | 0       | 1      | 1      |
| Totale | Totale      | 44  | 44      | 44     | 132    |

## Risultati

### Under-23

#### Uomini
| Eventi             | Oro                                                                        | Tempo          | Argento                                                                            | Tempo           | Bronzo                                                           | Tempo              |
| Sprint             | Luca Spiegel                                                               | Luca Spiegel   | Hayden Norris                                                                      | Hayden Norris   | Runar De Schrijver                                               | Runar De Schrijver |
| Team sprint        | Italia Daniele Napolitano Mattia Predomo Stefano Minuta                    | 58.546         | Regno Unito Harry Ledingham-Horn Marcus Hiley Hayden Norris                        | 59.114          | Polonia Szymon Wiśniewski Konrad Burawski Eliasz Bednarek        | 1:00.225           |
| 1 km time trial    | Hayden Norris                                                              | 1:01.663       | Henric Hackmann                                                                    | 1:02.083        | Harry Ledingham-Horn                                             | 1:02.434           |
| Keirin             | Mattia Predomo                                                             | Mattia Predomo | Henric Hackmann                                                                    | Henric Hackmann | Oscar Caron                                                      | Oscar Caron        |
| Individual pursuit | Noah Vandenbranden                                                         | 4:17.038       | Manlio Moro                                                                        | 4:20.845        | Thibaut Bernard                                                  | 4:22.471           |
| Team pursuit       | Italia Renato Favero Luca Giaimi Manlio Moro Niccolò Galli Samuel Quaranta |                | Belgio Renzo Raes Noah Vandenbranden Thibaut Bernard Milan Van den Haute Stan Dens | OVL             | Germania Leon Arenz Bruno Kessler Ben Felix Jochum Benjamin Boos |                    |
| Points race        | Conrad Haugsted                                                            | 104 pts        | Ben Wiggins                                                                        | 86 pts          | Thibaut Bernard                                                  | 47 pts             |
| Scratch            | Noah Hobbs                                                                 | Noah Hobbs     | Tim Wafler                                                                         | Tim Wafler      | Elmar Abma                                                       | Elmar Abma         |
| Madison            | Austria Tim Wafler Raphael Kokas                                           | 58 pts         | Regno Unito Ben Wiggins Noah Hobbs                                                 | 49 pts          | Belgio Noah Vandenbranden Tom Crabbe                             | 42 pts             |
| Omnium             | Noah Vandenbranden                                                         | 116 pts        | Noah Hobbs                                                                         | 104 pts         | Matteo Constant                                                  | 98 pts             |
| Eliminazione       | Noah Wulff                                                                 | Noah Wulff     | Emmanuel Houcou                                                                    | Emmanuel Houcou | Mario Anguela                                                    | Mario Anguela      |

#### Donne
| Eventi             | Oro                                                                       | Tempo                    | Argento                                                           | Tempo            | Bronzo                                                                      | Tempo            |
| Sprint             | Taky Marie-Divine Kouamé                                                  | Taky Marie-Divine Kouamé | Clara Schneider                                                   | Clara Schneider  | Rhian Edmunds                                                               | Rhian Edmunds    |
| Team sprint        | Regno Unito Rhianna Parris-Smith Rhian Edmunds Iona Moir                  | 1:05.323                 | Germania Stella Müller Lara-Sophie Jäger Clara Schneider          | 1:05.826         | Rep. Ceca Sára Kateřina Peterková Anna Jaborníková Michaela Poulová         | 1:09.186         |
| 500 m time trial   | Taky Marie-Divine Kouamé                                                  | 34.714                   | Clara Schneider                                                   | 34.875           | Kimberly Kalee                                                              | 34.980           |
| Keirin             | Clara Schneider                                                           | Clara Schneider          | Iona Moir                                                         | Iona Moir        | Alla Biletska                                                               | Alla Biletska    |
| Individual pursuit | Federica Venturelli                                                       |                          | Leila Gschwentner                                                 | OVL              | Martyna Szczęsna                                                            | 3:38.574         |
| Team pursuit       | Regno Unito Sophie Lewis Maddie Leech Elizabeth Grace Lister Isabel Sharp | 4:36.650                 | Svizzera Jasmin Liechti Annika Liehner Janice Stettler Lorena Leu | 4:38.640         | Italia Sara Fiorin Francesca Pellegrini Federica Venturelli Vittoria Grassi | 4:33.068         |
| Points race        | Ainara Albert Bosch                                                       | 166 pts                  | Zuzanna Chylińska                                                 | 43 pts           | Maddie Leech                                                                | 31 pts           |
| Scratch            | Marina Garau                                                              | Marina Garau             | Nienke Veenhoven                                                  | Nienke Veenhoven | Nora Tveit                                                                  | Nora Tveit       |
| Madison            | Belgio Katrijn De Clercq Hélène Hesters                                   | 30 pts                   | Regno Unito Maddie Leech Elizabeth Grace Lister                   | 26 pts           | Germania Justyna Czapla Seana Littbarski-Gray                               | 25 pts           |
| Omnium             | Olga Wankiewicz                                                           | 126 pts                  | Marith Vanhove                                                    | 118 pts          | Federica Venturelli                                                         | 107 pts          |
| Eliminazione       | Sophie Lewis                                                              | Sophie Lewis             | Eva Anguela                                                       | Eva Anguela      | Gabriela Bártová                                                            | Gabriela Bártová |

### Junior

#### Uomini
| Eventi             | Oro                                                                               | Tempo                 | Argento                                                                  | Tempo              | Bronzo                                                             | Tempo                   |
| Sprint             | Colin Rudolph                                                                     | Colin Rudolph         | Tomasz Łamaszewski                                                       | Tomasz Łamaszewski | Etienne Oliviero                                                   | Etienne Oliviero        |
| Team sprint        | Francia Etienne Oliviero Matthias Sylvanise Tristan Favennec                      | 1:00.263              | Germania Colin Rudolph Tim-Louis Werner Theo Fischer Benjamin Bock       | 1:01.289           | Rep. Ceca Jan Pořízek David Peterka Kryštof Friedl Adam Rauschgold | 1:00.953                |
| 1 km time trial    | Etienne Oliviero                                                                  | 1:03.076              | Luca Nissel                                                              | 1:04.592           | David Peterka                                                      | 1:04.731                |
| Keirin             | Oliver Pettifer                                                                   | Oliver Pettifer       | Benjamin Bock                                                            | Benjamin Bock      | Yeno Vingerhoets                                                   | Yeno Vingerhoets        |
| Individual pursuit | Paul-Felix Petry                                                                  | 3:17.485              | Jacopo Sasso                                                             | 3:20.643           | Oscar Vosgerau                                                     | 3:20.516                |
| Team pursuit       | Italia Davide Stella Christian Fantini Ares Costa Alessio Magagnotti Eros Sporzon |                       | Germania Hugo Esch Louis Gentzik Paul-Felix Petry Attila Höfig Ian Kings | OVL                | Regno Unito William Salter Finlay Tarling Sam Fisher Henry Hobbs   | 4:07.515                |
| Points race        | Heimo Fugger                                                                      | 26 pts                | Julian Bortolami                                                         | 21 pts             | Sam Fisher                                                         | 20 pts                  |
| Scratch            | Heorhii Chyzhykov                                                                 | Heorhii Chyzhykov     | Davide Stella                                                            | Davide Stella      | Nolan Huysmans                                                     | Nolan Huysmans          |
| Madison            | Italia Davide Stella Eros Sporzon                                                 | 40 pts                | Danimarca Albert Hansgaard Jensen Aksel Storm                            | 32 pts             | Belgio Nolan Huysmans Matijs Van Strijthem                         | 27 pts                  |
| Omnium             | William Salter                                                                    | 116 pts               | Matijs Van Strijthem                                                     | 111 pts            | Marceli Pera                                                       | 106 pts                 |
| Eliminazione       | Ruben Sanchez Cordoba                                                             | Ruben Sanchez Cordoba | Heimo Fugger                                                             | Heimo Fugger       | Hansgaard Albert Jensen                                            | Hansgaard Albert Jensen |

#### Donne
| Eventi             | Oro | Tempo           | Argento                                                                   | Tempo           | Bronzo                                                                | Tempo                       |
| Sprint             | Georgette Rand                                                                                           | Georgette Rand  | Anastasia Kuniß                                                           | Anastasia Kuniß | Natalia Walecka                                                       | Natalia Walecka             |
| Team sprint        | Germania Anastasia Kuniß Amy Weber Emilia Waterstradt                                                    | 1:07.242        | Polonia Natalia Walecka Paulina Hojka Weronika Skrzyńska Matylda Głowacka | 1:09.251        | Italia Erja Giulia Bianchi Siria Trevisan Matilde Cenci               | 1:10.821                    |
| 500 m time trial   | Georgette Rand                                                                                           | 35.701          | Anastasia Kuniß                                                           | 36.060          | Siria Trevisan                                                        | 36.917                      |
| Keirin             | Georgette Rand                                                                                           | Georgette Rand  | Anastasia Kuniß                                                           | Anastasia Kuniß | Lauryna Valiukevičiūtė                                                | Lauryna Valiukevičiūtė      |
| Individual pursuit | Joelle Amelie Messemer                                                                                   | 2:28.273        | Luca Vierstraete                                                          | 2:30.331        | Milana Ushakova                                                       | 2:30.240                    |
| Team pursuit       | Germania Messane Bräutigam Joelle Amelie Messemer Julia Servay Magdalena Leis Judith Friederike Rottmann | 4:36.285        | Regno Unito Imogen Wolff Cat Ferguson Erin Boothman Carys Lloyd           | 4:37.092        | Italia Asia Sgaravato Virginia Iaccarino Linda Sanarini Silvia Milesi | 4:43.233                    |
| Points race        | Lucy Bénézet Minns                                                                                       | 89 pts          | Jenna van Tongeren                                                        | 65 pts          | Chantal Pegolo                                                        | 43 pts                      |
| Scratch            | Auke De Buysser                                                                                          | Auke De Buysser | Chantal Pegolo                                                            | Chantal Pegolo  | Valentina Ferreyra Beltramo                                           | Valentina Ferreyra Beltramo |
| Madison            | Regno Unito Cat Ferguson Isobel Lloyd                                                                    | 37 pts          | Italia Anita Baima Linda Sanarini                                         | 37 pts          | Germania Messane Bräutigam Judith Friederike Rottmann                 | 33 pts                      |
| Omnium             | Isobel Lloyd                                                                                             | 126 pts         | Linda Sanarini                                                            | 123 pts         | Weronika Wąsaty                                                       | 108 pts                     |
| Eliminazione       | Anita Baima                                                                                              | Anita Baima     | Laerke Expeels                                                            | Laerke Expeels  | Erin Boothman                                                         | Erin Boothman               |